# Eduard Rudl
Eduard Josef Rudl (17. března 1819 Praha – 2. června 1855 Praha) byl český mědirytec.

## Život
Narodil se v rodině pražského tiskaře z mědi Josefa Rudla (1792–1864) a jeho první manželky Anny. (Otec Josef Rudl byl např. autorem publikace s vyobrazeními o barikádách v Praze roku 1848.)
Byl mědirytcem na Královském českém stavovském technickém učilišti v Praze (Königliche böhmische ständische technische Lehranstalt zu Prag). Dne 24. listopadu 1851 se v Praze oženil s Emilií Fleissigovou (1819–1890), dcerou knihtiskaře. Manželé Rudlovi měli dvě děti.
V 36 letech zemřel na tuberkulózu, pohřben byl na pražských Olšanských hřbitovech.

## Dílo
Kromě vyučování na pražském technickém učilišti zhotovoval mědirytiny pro tiskařský závod svého strýce Zikmunda Rudla.